# (7201) Kuritariku
(7201) Kuritariku es un asteroide perteneciente al cinturón de asteroides descubierto el 25 de octubre de 1994 por Satoru Otomo desde Kiyosato, Japón.

## Designación y nombre
Kuritariku se designó inicialmente como 1994 UF1.
Posteriormente, en el año 2000, fue nombrado por la cadena de radio Kuritariku, propiedad de la astrónoma aficionada Hiroe Kurimoto.

## Características orbitales
Kuritariku está situado a una distancia media de 2,353 ua del Sol, pudiendo alejarse hasta 2,618 ua y acercarse hasta 2,089 ua. Tiene una inclinación orbital de 7,686 grados y una excentricidad de 0,1124. Emplea 1319 días en completar una órbita alrededor del Sol. El movimiento de Kuritariku sobre el fondo estelar es de 0,273 grados por día.

## Características físicas
La magnitud absoluta de Kuritariku es 13,3.